# Новочеркасский сельсовет (Уфа)
Новочеркасский сельсовет — административно-территориальная единица в Орджоникидзевском районе города Уфы. Не является муниципальным образованием.
В сельсовет входят посёлки Новые Черкассы, Ивановский, Никольский и село Вотикеево

## История
Вошёл в состав Уфы в 1992 году с селениями Вотикеево и Казанка как Черкасский сельсовет.
«Включить в состав г. Уфы населенные пункты …Вотикеево, Казанка Черкасского сельского Совета» (Постановление Совета Министров Республики Башкортостан от 17 апреля 1992 года № 100 «О передаче хозяйств Уфимского района в административные границы г. Уфы, предоставлении земель для коллективного садоводства и индивидуального жилищного строительства» (в ред. от 19.10.1992 № 347)
В 2005 году упразднёны, согласно Закону Республики Башкортостан от 20 июля 2005 года № 211-з «О внесении изменений в административно-территориальное устройство Республики Башкортостан в связи с образованием, объединением, упразднением и изменением статуса населённых пунктов, переносом административных центров»:
- а) посёлок Архангельский Ново-Черкасского сельсовета;
- б) посёлок Казанский Ново-Черкасского сельсовета;
- в) деревню Раевка Ново-Черкасского сельсовета.